# Sam Smith (cestista 1955)
Sam Smith (Ferriday, 8 gennaio 1955) è un ex cestista statunitense, professionista nella NBA.

## Carriera
Venne selezionato dagli Atlanta Hawks al terzo giro del Draft NBA 1977 (48ª scelta assoluta).

## Palmarès
- All-WBA Third Team (1979)